# MémorialGenWeb
 MémorialGenWeb est un site internet mémoriel créé en 2000 par Éric Blanchais, qui publie les relevés de monuments aux morts, soldats et victimes civiles, français et étrangers, tués ou disparus par faits de guerre, morts en déportation, « Morts pour la France ».

## Historique
Son portail, site de relevés collaboratifs et site mémoriel créé en 2000, propose différents services gérés par les bénévoles de l'association ACAM-Mémorial. Sa base de données principale est constituée, d'après la page Accueil de ce site, de près de 4 000 000 individus, constitués à partir de relevés des mentions des monuments aux morts,.
En avril 2014, le site reçoit le label « Centenaire ».
En avril 2023, le site est déclaré organisme d’intérêt général à caractère culturel